# ニケライ・ファラナーゼ
ニケライ ファラナーゼ（ペルシア語: نیکرای فرانازه, ラテン文字転写: Farahnaz Nikray、1994年1月14日 - ）は、日本の声優、舞台女優。東京都出身。アトミックモンキー所属。

## 略歴
在日イラン人として東京都で生まれた。
スクールデュオ16期アッパークラス出身。卒業後は賢プロダクションに所属していたが、2020年よりフリーランスに転向。
2024年2月1日自身のSNSにてアトミックモンキーへの所属を発表。同日、所属事務所の公式サイトにて加入を発表。

## 人物
声優としてテレビアニメや吹き替えなどに出演しており、舞台女優としても活動している。
特技はペルシャ語、日本漢字能力検定3級。趣味は着物・甲冑着付け、仏閣巡り、歌、ボードゲーム。

## 出演
太字はメインキャラクター。

### テレビアニメ
2014年
- 幕末Rock - ノンクレジット

2017年
- ヘボット!（ソフビット）

2018年
- メガロボクス（2018年 - 2021年、カウント、バスケ少年A、マーラ） - 2シリーズ
- レイトン ミステリー探偵社 〜カトリーのナゾトキファイル〜（2018年 - 2019年、ケリー）
- HUGっと!プリキュア（女性スタッフ）
- ムヒョとロージーの魔法律相談事務所（リリー・エレナ）
- DOUBLE DECKER! ダグ&キリル（ナースB）

2019年
- どろろ（農婦A）
- イナズマイレブン オリオンの刻印（幼いダニーニョ）
- かつて神だった獣たちへ（おばさん）

2020年
- 映像研には手を出すな!（学食のおばちゃん、生徒）
- アーヤと魔女

2021年
- キングダム（幽族C）

2023年
- 痛いのは嫌なので防御力に極振りしたいと思います。2（炎帝ノ国ギルド員、ふわふわふれあいルームの猫たち、九尾の狐、ゾンビ、イグニス）
- デッドマウント・デスプレイ（デスクロー佐谷） - 2シリーズ
- EDENS ZERO（従業員、ルッソ）

2024年
- 月が導く異世界道中 第二幕（エステル）
- FAIRY TAIL 100年クエスト（2024年 - 2025年、ミミ）

2025年
- 君のことが大大大大大好きな100人の彼女（寺野サウル子）

### 劇場アニメ
- 映画 プリキュアオールスターズ みんなで歌う♪奇跡の魔法!（2016年）
- LUPIN THE IIIRD 峰不二子の嘘（2019年、警備員A）
- 機動戦士ガンダム 閃光のハサウェイ（2021年、マックス・ハリエット、ウェーブ）

### Webアニメ
- DEVILMAN crybaby（2018年、旅行客B）
- 日本沈没2020（2020年、難民M）

### ゲーム
2017年
- ゼルダの伝説 ブレス オブ ザ ワイルド
- アサシン クリード オリジンズ
- スター・ウォーズ バトルフロントII

2018年
- マヨナカ・ガラン（読書家の村人）

2020年
- モンスターハンター ライダーズ（レオネス）

2021年
- BALAN WONDERWORLD（サナ・ハドソン）

2022年
- マリオ+ラビッツ ギャラクシーバトル（ダフネ）

2023年
- ホグワーツ・レガシー（ムディワ・オナイ）
- スター・ウォーズ ジェダイ:サバイバー（アッシュ・ハビ）
- ゼルダの伝説 ティアーズ オブ ザ キングダム

2024年
- グランブルーファンタジー リリンク
- ファイナルファンタジーVII リバース

2025年
- 無期迷途（パイン）
- モンスターハンターワイルズ（ハンター Type2）

### 吹き替え

#### 担当俳優
オークワフィナ
- ジャックポット!（ケイティ）
- シャン・チー/テン・リングスの伝説（ケイティ）
- マーベル・スタジオ アッセンブル シャン・チー/テン・リングスの伝説の裏側（本人役）

#### 映画
- サイダーハウス・ルール（オリーヴ・ワージントン〈ケイト・ネリガン〉）※Netflix版
- ブロンズ! 私の銅メダル人生（ジャニス〈セシリー・ストロング〉）
- ハンズ・オブ・ストーン（ステファニー・アーセル〈エレン・バーキン〉、フランキー・チャヴォ〈ジョン・タトゥーロ〉）
- キャットファイト（レイチェル〈イワナ・ミルセヴィッチ〉、カールの妻）
- サバイバー: 生きるに値するもの（ラヤ〈ルバ・ブラル〉、ザイナブ）
- ジャスティス・リーグ（命令するアマゾン）
- スター・ウォーズ/スカイウォーカーの夜明け
- オーシャンズ8（シンシア[18]）
- アリー/ スター誕生（ゲイル〈レベッカ・フィールド〉[19]）
- グリーンブック（バーテン[20]）
- ラスト・ムービースター（フェイス〈ニッキー・ブロンスキー〉）
- ハリエット（アラミンタ・ロス（ミンティ）/ハリエット・タブマン〈シンシア・エリヴォ〉）
- ゴリラのアイヴァン（ヘンリエッタ）
- スローターハウス・ルールズ（寮母〈ジェーン・スタネス〉[21]）
- リメンバー・ミー（ダイアン・ハーシュ〈レナ・オリン〉）
- ジャスティス・リーグ:ザック・スナイダーカット（母親[22]）
- レッド・スネイク （クルダ夫人〈ヌーシュ・スコーゲン〉[23]）
- マトリックス レザレクションズ（エルスター[24]）
- リスペクト（ダイナ・ワシントン〈メアリー・J.ブライジ〉）
- トップガン マーヴェリック（熱制御エンジニア[25]）
- ガンパウダー・ミルクシェイク（マデリン〈カーラ・グギノ〉[26]）
- ブラック・フォン（フィニー・ブレイク〈メイソン・テムズ〉）
- ブラックパンサー/ワカンダ・フォーエバー（マイニング族長老〈ザイナブ・ジャー〉[27]）
- セント・エルモス・ファイアー（ナオミ〈アンナ・マリア・ホースフォード〉[28]）※ザ・シネマ版
- アバター:ウェイ・オブ・ウォーター[29]
- ウーマン・キング 無敵の女戦士たち（アメンザ〈シーラ・アティム〉[30]）
- ブラフマーストラ（ジュヌーン〈モウニー・ロイ〉[31]）

#### ドラマ
- マジシャンズ（ケイディ〈ジェイド・テーラー〉）
- GLOW: ゴージャス・レディ・オブ・レスリング（カルメン・ウェイド〈ブリトニー・ヤング〉）
- iゾンビ（拘禁者女2）
- BULL / ブル 法廷を操る男（リバティ・デイヴィス弁護士〈ディーナ・タイラー〉）
- ノーベル〜戦火の陰謀〜（アデラ〈ダニカ・カーチック〉）
- FARGO/ファーゴ シーズン3（ネイサン・バーグル〈グラハム・バーチャー〉）
- ウォンテッド!ロー&チェルシー（ドナ、アリス）
- 宇宙船レッド・ドワーフ号 シーズン11（レイチェル）
- ザ・ファイブ -残されたDNA-（ジェマ・モーガン、イジー・アラン）
- クイーン・オブ・ザ・サウス 〜女王への階段〜（サンドラ、オフェリア）
- Channel ZERO:ノーエンド・ハウス（若いマーラ、ダフネ）
- Major Crimes 〜重大犯罪課（カリーナ、女性弁護士）
- またの名をグレイス（フェラン夫人、クラリー、料理人)
- ブラック・ミラー シーズン3（ペニー、スタンド従業員女）
- エル・チャポ（チャポの母、アレハンドラ、チャポの次男、ベンハミンの妻）
- アンディ・マック（ベックス・マック〈ライラン・ボーデン〉）
- KIZU-傷-（ゲイラ〈エミリー・ヤンシー〉）
- ウェントワース女子刑務所 シーズン5（イーマン・ファラ）
- スキャンダル 託された秘密 シーズン5（ノア・ベイカー〈マッケンジー・アスティン〉）
- ナチ・ハンターズ（ミリー・モリス〈ジェリカ・ヒントン〉）
- ヒューマンズ シーズン2（レニー〈レティーシャ・ライト〉）
- ペリー・メイスン（エミリー・ドッドソン〈ゲイル・ランキン〉[32]）
- スタートレック:ディスカバリー（オードリー・ウィラ〈ヴァネッサ・ジャクソン〉）
- スタートレック:ストレンジ・ニュー・ワールド（エリカ・オルテガス〈メリッサ・ナヴィア〉）
- キャシアン・アンドー（ヴェル〈フェイ・マーセイ〉）
- 絶叫パンクス レディパーツ!（ビズマ〈フェイス・オモーレ〉[33]）
- 人生最高の贈り物 〜ようこそ、サムグァンハウスへ〜 （イ・マンジョン〈キム・ソニョン〉）
- クリスティンの奇妙なお菓子教室（ローズ）
- ミレニアル・ガールズ〜ロンドン無計画ライフ〜（アマラ〈アリーヤ・オドフィン〉[34]）

#### テレビ番組
- アブソリュートリー・ファビュラス（マグダ〈キャシー・バーク〉、女性乗務員）

#### アニメ
- カンフー・パンダ 4 伝説のマスター降臨
- マジック・スクール・バス:リターンズ（ティム）
- マーベル スパイダーマン（女性占い師、女性レスラー）
- スポンジ・ボブ（アップターン婦人 他）
- ボージャック・ホースマン シーズン3（ドクタージャネット、カーラ）
- 電脳ムシオヤジ（モード、ウーガ、ミセス・クローズ）
- トゥカ&バーティー（トゥカ）
- スター・ウォーズ:ヤング・ジェダイ・アドベンチャー（ブレイグ[35]）
- バッドガイズシリーズ（タランチュラ）
  - バッドガイズ: めっちゃバッドなクリスマス!?[36]
  - バッドガイズ: 身の毛もよだつ大強盗[37]
- バットマン:マントの戦士（オズワルダ・コブルポット / ペンギン[38]）

### 舞台
- 2014年『神隠し 八十八ものがたり』進行役、あき、下男1
- 2015年『見よ、飛行機の高く飛べるを アイドリング』杉坂初江/菅沼くら
- 2018年『楽屋』女優C
- 2018年『ダブル･ブッキング』浪人

### シリーズ一覧
1. ↑  第1期（2018年）、第2期『NOMAD メガロボクス２』（2021年）
2. ↑  第1クール（2023年）、第2クール（2023年）